# 庫爾德雷

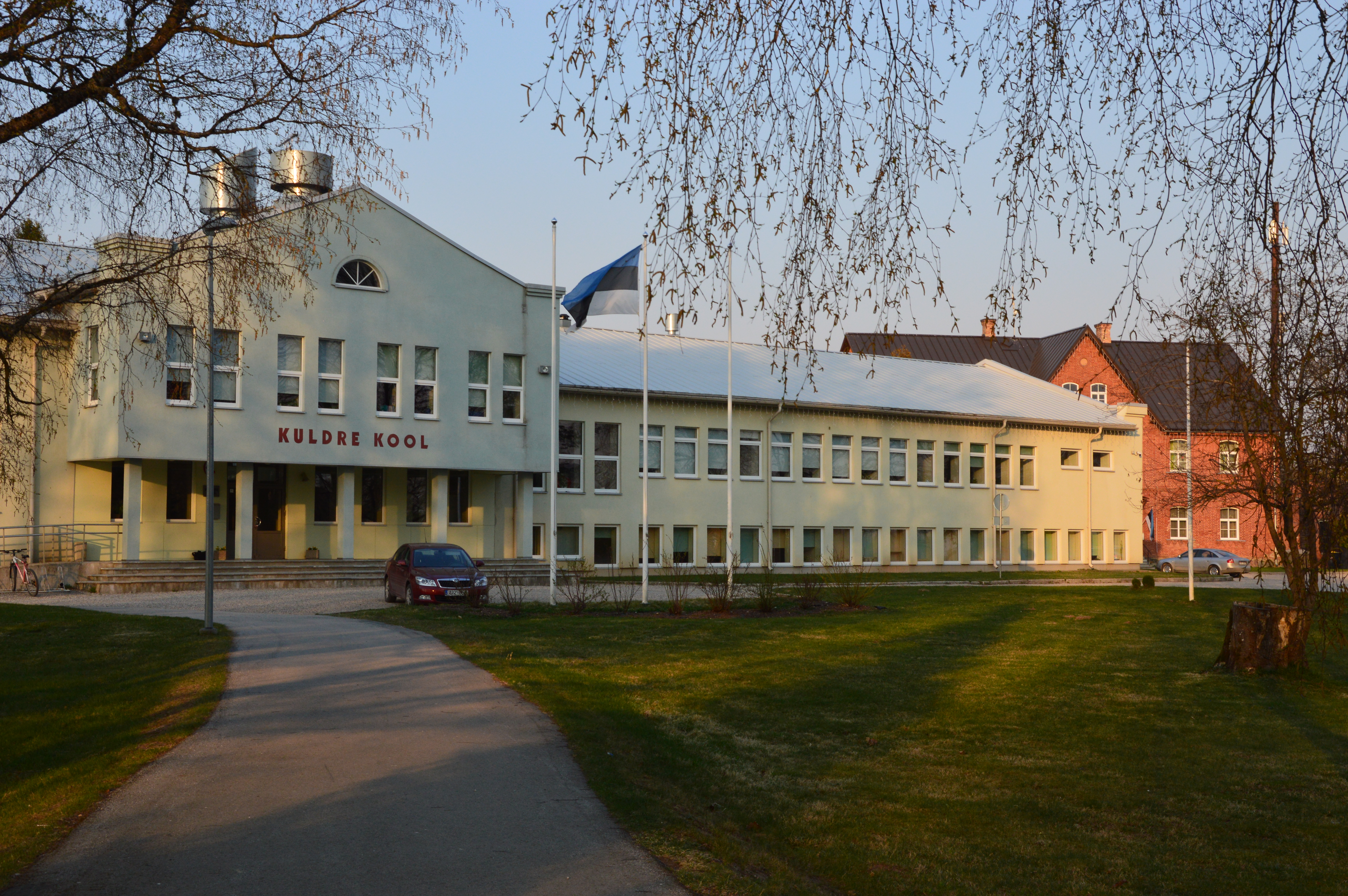
库尔德雷小学

庫爾德雷，是愛沙尼亞沃魯縣安茨拉市鎮内的村庄，位於該國東南部，曾是原烏爾瓦斯泰市镇的行政中心，處於首都塔林東南面200公里，海拔高度81米，2012年該村庄人口198。
57°53′34″N 26°29′47″E / 57.89278°N 26.49639°E